# 卯子酉様
卯子酉様（うねどりさま）は岩手県遠野市の愛宕山の東麓に鎮座する神社。卯子酉神社、卯子酉大明神とも呼ばれ、恋愛成就の神として知られる。

## 祭神
卯子酉明神を祀る。
かつて一帯は大きな淵でそこに「淵の主」が住み、その主に男女の縁を祈願すると不思議に叶い、特に信仰の篤い者には時として主自らが姿を現したといい、現在では祠の前にある木々の枝に、左手だけで赤い布を結びつけることができたら、縁が結ばれると云われる。

## 由緒
江戸時代に遠野の商人港屋平兵衛が、普代村鳥居の卯子酉明神（鵜鳥神社）を勧請して創建したと伝わる。なお、祠の傍らにある小池には往時は片葉の葦が生えていたという。

## その他
岩手県内には遠野市を中心に各所に卯子酉様と呼ばれる祠がある。

## 交通
- 遠野駅から岩手県交通バス「遠野バスセンター」行きで6分、「遠野営業所」下車、徒歩5分

## 周辺情報
- 五百羅漢
- 愛宕神社